# Collapsing New People
Collapsing New People ist eine österreichische Elektropop-Band, die 2002 von Cy, Didi Disko und Loona Cox in Wien gegründet wurde.

## Bandgeschichte und Einflüsse
Bereits einige Monate nach der Band-Gründung erschien das Debüt-Album Concrete View. Die komplett im Do-it-yourself-Verfahren aufgenommene und veröffentlichte CD ist heute vergriffen. Stilistisch  ist Concrete View stark von Post-Punk und New Wave beeinflusst, der Sound ist im Vergleich zu späteren Veröffentlichungen stark gitarrenlastig und klingt noch sehr ungeschliffen und roh.
Mit dem nur auf der Compilation New Dark Age Vol. 1 veröffentlichten Track Revolution Girl hatte die Band 2003 einen ersten Underground-Hit. Kurz nach der Veröffentlichung verließ Loona Cox die Band, ihr Platz wurde von Lola Blixx eingenommen.
2005 erschien mit Collapsing New World das zweite Album, das sowohl soundtechnisch als auch im Songwriting wesentlich ausgefeilter klingt als das Debüt. Die Songs sind elektronischer und melodiöser und weisen trotz der nach wie vor düsteren Grundstimmung erstmals einen starken Pop-Einfluss auf. Songs wie Regressive Attack oder Collapse Collide Capitulate wurden auf zahlreichen Compilations veröffentlicht.
Trotz des relativen Erfolges der CD wurde es in den nächsten Jahren ruhiger um die Band. In den Jahren 2005 bis 2011 wurden einzelne Songs im Internet veröffentlicht, weiters gab es einige ausgewählte Konzerte, etwa 2006 als Headliner des Fake-Festivals in Nancy, 2009 in New York und Budapest oder 2011 bei den Big Brother Awards in Wien. Neben Cy und Didi Disko komplettierten Ebenezer Nein (Bass) und Echo Eerie (Synths) das Live-Setup, Lola Blixx verließ die Band bereits 2006.
Ab 2010 arbeiten Collapsing New People an ihrem Album Crash Test Junkie, das im Juni 2012 auf dem Label Klanggalerie erschien. Es ist somit ihr erstes Album, das nicht in Eigenregie vertrieben wird. Crash Test Junkie ist eine konsequente Weiterentwicklung in Richtung Elektropop, weist aber auch Elemente von Funk oder Trip-Hop auf und ist nur schwer einem einzelnen Genre zuzuordnen. Beeinflusst wurden Collapsing New People nach Eigenangabe auch von Dada, Art Brut, Film Noir und Science-Fiction. Textlich bewegen sich die Songs zwischen persönlichen (Stop, Deny Me) und gesellschaftskritischen Themen (Money, Candy Floss), bei letzteren bedient man sich teilweise dem Stilmittel der Überidentifikation. Die Songs Deny Me, Waiting in Your Planet's Glow, Heaven Help Their World Break Down, Always On the Run und Seereen wurden mit Videos beworben. Einige Titel aus Crash Test Junkie wurden als Soundtrack für politische Dokumentationen verwendet. Anfang 2018 verließ Didi Disko die Band, um sich auf das Electro-Post-Punk-Projekt Laut Fragen zu konzentrieren.
Am 13. Juni 2018 veröffentlichten Collapsing New People auf blankTON recordings ihr viertes Album Dysfunctional Robots, das sich um den Themenkomplex „Digitalisierung des Menschen“ dreht.

## Diskografie
Alben
- 2002: Concrete View
- 2005: Collapsing New World
- 2012: Crash Test Junkie
- 2018: Dysfunctional Robots

## Samplerbeiträge
- Zilloscope 6/03 (Good Morning Tristesse)
- New Dark Age vol.1, 2003 (Revolution Girl)
- Refraktor no.32, 2004 (Regressive Attack)
- Goth is what you make it (four), 2004 (Regressive Attack)
- Down Down Underground, 2005 (Regressive Attack)
- Cold Hand Seduction vol.54, 2005 (Collapse Collide Capitulate)
- Dancefloor Tragedy - The Finest Underground Tunes Vol.1, 2005 (Hostile Outside)
- Future Clash, 2006 (Ich muss)
- Lucky to be alive!!!, 2006 (Majority Report)
- Smoke and spotlight, 2006 (Meat Machine)
- Gospels from Your Stereo, 2006 (Collapse Collide Capitulate)
- Ghoul Tunes, 2007 (Off the Track)
- Schnitzeljagd - Delicate Viennese Underground 1980–2007 (Smoke & Spotlight)
- Wien ist tot 1, 2009 (Shake Well!)
- Neonbeats - Austrian New Wave and Postpunk, 2010 (Seereen)
- Wien ist tot 2, 2011 (Heaven Help Their World Break Down - Early Take)